# Albert Czeczott

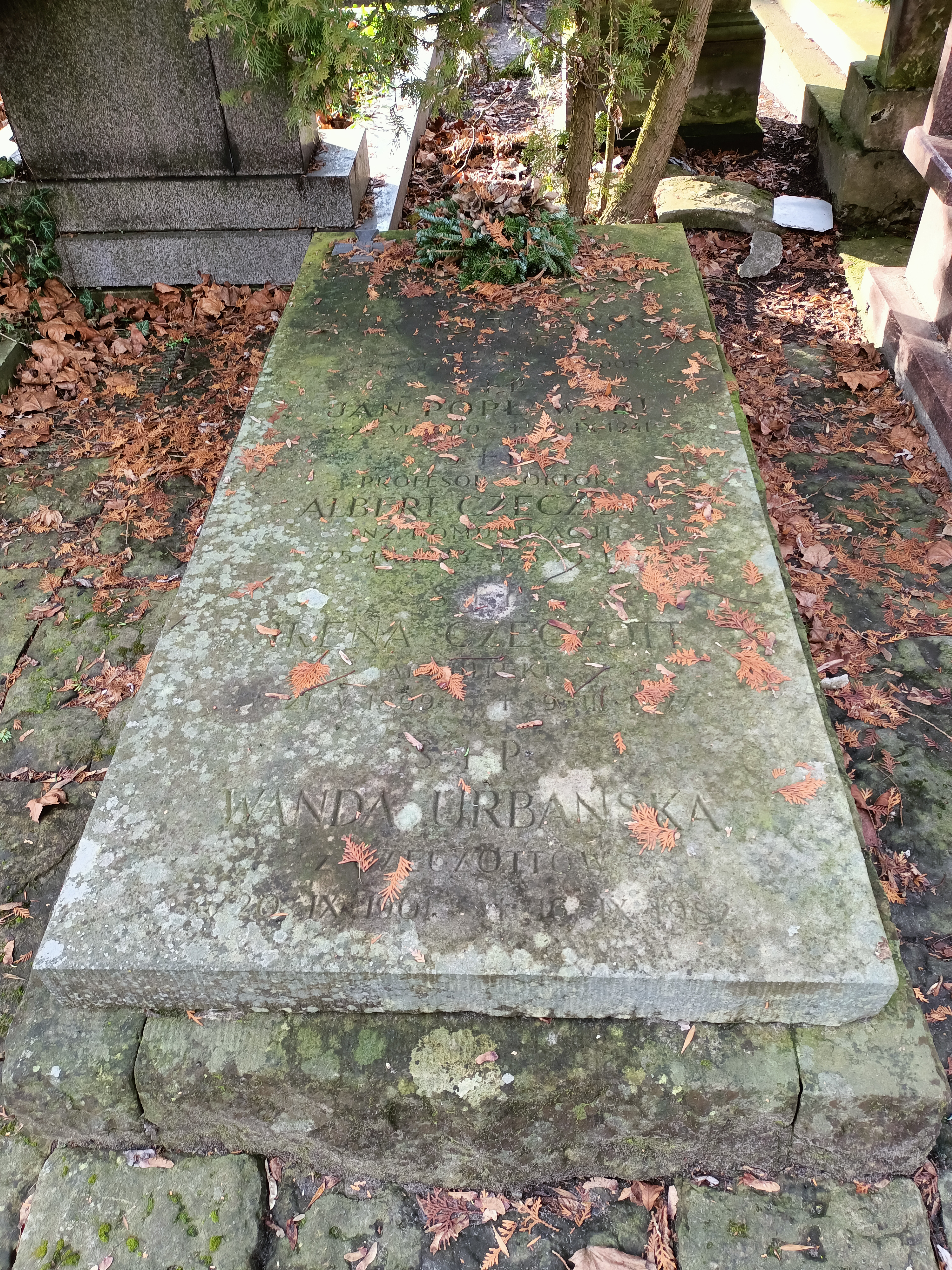
Grób Alberta Czeczotta na Cmentarzu Powązkowskim (2023)

Albert Czeczott (ur. 13 kwietnia 1873 w Petersburgu, zm. 3 listopada 1955 w Warszawie) – polski inżynier, profesor Politechniki Warszawskiej, specjalista w zakresie badań lokomotyw parowych.

## Życiorys
Był synem zamieszkałego w Petersburgu lekarza Ottona Czeczotta, bratem inżyniera Henryka Czeczotta. Kształcił się w Rosji, specjalizując się w budowie parowozów i badaniami nad nimi. W 1914 został profesorem w katedrze parowozów Instytutu Inżynierów Dróg Komunikacji w Petersburgu, wykładał też na innych tamtejszych uczelniach.
W 1922 roku przeniósł się do Polski i od 1927 roku wykładał na Politechnice Warszawskiej. 1928 roku rozpoczął pracę w Ministerstwie Komunikacji w Warszawie, zajmując się badaniami lokomotyw. Z jego inicjatywy utworzono samodzielny referat doświadczalny przy departamencie mechanicznym Ministerstwa Komunikacji. Czeczott projektował wagony pomiarowe, a nawet specjalny pociąg doświadczalny. Opracował m.in. oryginalną metodę badania parowozów z użyciem lokomotyw pomocniczych i oporowych. Jego zespół m.in. ustalił do 1938 roku charakterystyki 26 parowozów różnych typów.
W 1933 roku Czeczott kierował budową wagonu pomiarowego dla kolei rumuńskich, po czym zorganizował w Rumunii badania parowozów.
W latach 1934–1937 Czeczott był szefem służby mechanicznej budowanej wtedy Kolei Transirańskiej w Teheranie.
Podczas okupacji niemieckiej, zajmował się pracą teoretyczną w domu. Tuż po wyzwoleniu Warszawy, 6 lutego 1945 Albert Czeczott powrócił do pracy w Departamencie Mechanicznym Ministerstwa Komunikacji i w warunkach dużych trudności materiałowych zaczął organizować samodzielny referat doświadczalny. Opracował nową metodę badań parowozów, na której podstawie badano m.in. parowozy Tr202, Ty45, Ty2, Ty43, Ty246, sporządzając ich charakterystyki robocze. Według projektu Czeczotta zbudowano w 1949 pomiarowy wagon dynamometryczny, a następnie 3 parowozy oporowe, oznaczone CZ1, CZ2, CZ3, przystosowane do wytwarzania sztucznych oporów ruchu.
W 1951 roku Albert Czeczott przeszedł do nowo utworzonego Instytutu Naukowo-Badawczego Kolejnictwa, gdzie zorganizował zakład trakcji parowej i spalinowej. Uczestniczył w badaniach nowo skonstruowanych parowozów serii TKt48, Ol49 i Ty51. Zajmował się też analizą gatunków węgla pod kątem jego zastosowania do opalania lokomotyw. Był autorem wielu publikacji w Polsce i za granicą. Zmarł 3 listopada 1955 roku.
Był odznaczony m.in. Krzyżem Kawalerskim Orderu Odrodzenia Polski i dwukrotnie Złotym Krzyżem Zasługi.
Pochowany na cmentarzu Powązkowskim w Warszawie (kwatera 194-4-25 i 26).